# Іванківці (Вінницький район)
Іва́нківці — село в Україні, у Вінницькому районі Вінницької області. Населення становить 490 осіб. Входить до складу Тиврівської селищної громади.

## Історія
7 (20) листопада 1917 року, відповідно до Третього Універсалу Української Центральної Ради, увійшло до складу Української Народної Республіки.
12 червня 2020 року, відповідно до Розпорядження Кабінету Міністрів України від  № 707-р «Про визначення адміністративних центрів та затвердження територій територіальних громад Вінницької області», увійшло до складу Тиврівської селищної територіальної громади.
19 липня 2020 року, в результаті адміністративно-територіальної реформи та ліквідації Тиврівського району, село увійшло до складу Вінницького району.

## Відомі люди
- Коцюба Олександр Павлович (1939) — народний депутат України.
- Шевчук Василь Йосипович (1942 р.н.) — прозаїк, поет-пісняр, публіцист, травознай.